# Elías Romera
Elías Romera y Medina (Almazán), escritor, farmacéutico y pedagogo español. Fue correspondiente de la Real Academia de la Historia. Autor del estudio Sobre las venerandas municipalidades de Castilla (1890), editado primeramente en Soria y un año después en Sigüenza, por lo que se le considera precursor del  carreterismo. 
Autor del Informe sobre la comunicación remitida por Elías Romera acerca de la ermita de San Baudelio, en Casillas de Berlanga. Se señala la imposibilidad de su declaración como Monumento Nacional, al tratarse de una propiedad particular, y la necesidad de cederla para su uso con fines religiosos.

## Obras
- Memoria sobre la Exposición Universal de Barcelona : presentada á la Excma. Diputación Provincial de Soria (1889)
- Sobre las venerandas municipalidades de Castilla (1890)
- La Administración local, reconocidas causas de su lamentable estado y remedios históricos que precisa (Almazán, Imprenta de Luis Montero, 1896). Contiene: Breves noticias sobre las venerandas municipalidades de Castilla
- Oligarquía y caciquismo: informe sobre la memoria del Sr. Costa (1901)
- Carta abierta sobre cuestiones profesionales médico-farmacéuticas al Sr. D. E. Piñerua (1913)
- Temas profesionales: carta abierta dirigida á los Sres. D. Antonio Casal y demás farmacéuticos del partido de Caldas de Reyes (Pontevedra) (1914)